# Hyundai Rotem
Hyundai Rotem is een Zuid-Koreaans industrieconcern. Het heeft zijn hoofdkantoor in Uiwang, net buiten Seoul. Rotem is een Engelse verkorting voor Railroading Technology System. 
Het concern produceert voornamelijk rollend materieel, defensiematerieel en machines. Het is opgericht in 1977 en onderdeel van de Hyundai Motor Group.